# مهرجان الرياض للمسرح
مهرجان الرياض للمسرح مهرجان مسرحي تنظمه هيئة المسرح والفنون الأدائية في مدينة الرياض بهدف تعزيز الحراك المسرحي ودعم الإنتاج المحلي للمسرح السعودي. وانطلقت الدورة الأولى من المهرجان في 13 ديسمبر 2023م.

## أهداف المهرجان
1. تنشيط الحراك المسرحي السعودي من خلال دعم وعرض مجموعة من العروض المسرحية السعودية.
2. اكتشاف وتطوير المواهب في مجال المسرح.
3. رفع مستوى وعي الجمهور المحلي بقطاع المسرح والفنون الأدائية.
4. النهوض بحركة النقد المسرحي.
5. دعم الإنتاج المحلي للمسرح السعودي.[2]

## تاريخ المهرجان

### الدورة الأولى 2023
أقيمت الدورة الأولى في الفترة من 13 حتى 24 ديسمبر 2023م في مركز المؤتمرات في جامعة الأميرة نورة بنت عبد الرحمن. واختارت إدارة المهرجان تكريم الكاتب والمسرحي والشاعر السعودي محمد العثيم في هذه الدورة.
وكان المهرجان قد دعم إنتاج 20 عملاً مسرحياً في مرحلته الأولى تعرض في مناطق إنتاجها، ثم رُشحت 10 عروض مسرحية منها للمشاركة في المسابقة الرسمية للمهرجان.
وتنافست في الدورة الأولى للمهرجان 10 مسرحيات لفرق مسرحية سعودية من مختلف مدن ومحافظات السعودية على 11 جائزة، هي: جائزة أفضل ممثلة، وجائزة أفضل نص مسرحي، وجائزة أفضل إخراج مسرحي، وجائزة أفضل عرض مسرحي متكامل، وجائزة أفضل إضاءة مسرحية، وجائزة أفضل سينوغرافيا، إضافةً إلى جائزة أفضل مكياج مسرحي، وجائزة أفضل أزياء مسرحية، وجائزة أفضل موسيقى مسرحية، وجائزة أفضل ديكور مسرحي.
وتكونت لجنة تحكيم المهرجان من اللبنانية نضال الأشقر، رئيسة للجنة، وعضوية السوري غسان مسعود والمصري مدحت الكاشف، والكاتب السعودي صالح زمانان، ومهندس الديكور الكويتي فهد المذن.
| م  | الجائزة               | الفائزون                                             | المصدر |
| -- | --------------------- | ---------------------------------------------------- | ------ |
| 1  | أفضل إضاءة مسرحية     | عبد الله دواري مسرحية «ضوء»                          | [ 14 ] |
| 2  | أفضل أزياء مسرحية     | حورية عاشور مسرحية «طليعة هجر»                       |        |
| 3  | أفضل موسيقى مسرحية    | عيسى الرشيد، عمر الجميس، أحمد المويجد - مسرحية «بحر» |        |
| 4  | أفضل ديكور مسرحي      | بدر الجميدي عن مسرحية «صفعة»                         |        |
| 5  | أفضل سينوغرافيا       | خالد الرويعي عن مسرحية «الظل الأخير»                 |        |
| 6  | أفضل ممثل             | شهاب الشهاب في مسرحية «بحر»                          |        |
| 7  | أفضل ممثلة            | أضوى فهد عن مسرحية «الحجر»                           | [ 15 ] |
| 8  | أفضل نص مسرحي         | عبدالله بالعيس عن مسرحية «صفعة»                      |        |
| 9  | أفضل إخراج مسرحي      | سلطان النوه عن مسرحية «بحر»                          |        |
| 10 | أفضل عرض مسرحي متكامل | مسرحية «بحر»                                         |        |
| 11 | جائزة لجنة التحكيم    | مسرحية «الظل الأخير»                                 | [ 16 ] |